# Geir Johnson (Skispringer)
Geir Johnson (* 1965) ist ein ehemaliger norwegischer Skispringer.
Johnson sprang am 31. Januar 1982 sein einziges Springen im Skisprung-Weltcup. Dabei erreichte er auf der Großschanze in Engelberg den 12. Platz und somit vier Weltcup-Punkte. Durch diese vier Weltcup-Punkte belegte er am Ende der Saison 1981/82 gemeinsam mit Hirokazu Yagi, Jan Henrik Trøen und Steve Collins den 55. Platz in der Weltcup-Gesamtwertung.
Johnson hat auch als Trainer gewirkt.